# Rio Ferigari
O Rio Ferigari é um rio da Romênia, afluente do Cerna, localizado no distrito de Caraş-Severin.